# Camiel Neghli
Camiel Neghli (Ede, 6 november 2001) is een Nederlands voetballer van Algerijnse afkomst die als middenvelder voor Millwall FC speelt.

## Carrière
Camiel Neghli speelde in de jeugd van VV Blauw Geel '55, VV Bennekom, FC Twente en De Graafschap. Hij maakte zijn debuut voor De Graafschap in de Eerste divisie op 4 december 2020 in de met 3-2 gewonnen uitwedstrijd tegen MVV Maastricht. Hij kwam in de 79e minuut in het veld voor Rick Dekker.

### Statistieken
| Seizoen                   | Club             | Land           | Competitie     | Competitie | Competitie | Beker | Beker | Totaal | Totaal |
| Seizoen                   | Club             | Land           | Competitie     | Wed.       | Dlp.       | Wed.  | Dlp.  | Wed.   | Dlp.   |
| ------------------------- | ---------------- | -------------- | -------------- | ---------- | ---------- | ----- | ----- | ------ | ------ |
| 2020/21                   | De Graafschap    | Nederland      | Eerste divisie | 8          | 1          | 0     | 0     | 8      | 1      |
| 2021/22                   | De Graafschap    | Nederland      | Eerste divisie | 16         | 3          | 1     | 0     | 17     | 3      |
| 2022/23                   | De Graafschap    | Nederland      | Eerste divisie | 32         | 11         | 4     | 1     | 36     | 12     |
| 2023/24                   | Sparta Rotterdam | Nederland      | Eredivisie     | 25         | 4          | 2     | 1     | 27     | 5      |
| 2024/25                   | Sparta Rotterdam |                | Eredivisie     | 8          | 3          | 0     | 0     | 8      | 4      |
| Carrièretotaal            | Carrièretotaal   | Carrièretotaal | Carrièretotaal | 79         | 22         | 7     | 2     | 78     | 21     |
| Bijgewerkt op 12 mei 2024 |                  |                |                |            |            |       |       |        |        |